# فیلیپه اسپلمیر
فیلیپه اسپلمیر (به پرتغالی: Felipe Spellmeier) هافبک اهل برزیل است که در شهر Imigrante و در تاریخ ۵ آوریل ۱۹۸۶ به دنیا آمده‌است.
فیلیپه اسپلمیر در تیم‌های فوتبال Juventude سابقهٔ حضور دارد.